# Sokndal

Sokndal elhelyezkedése Rogaland megyében.

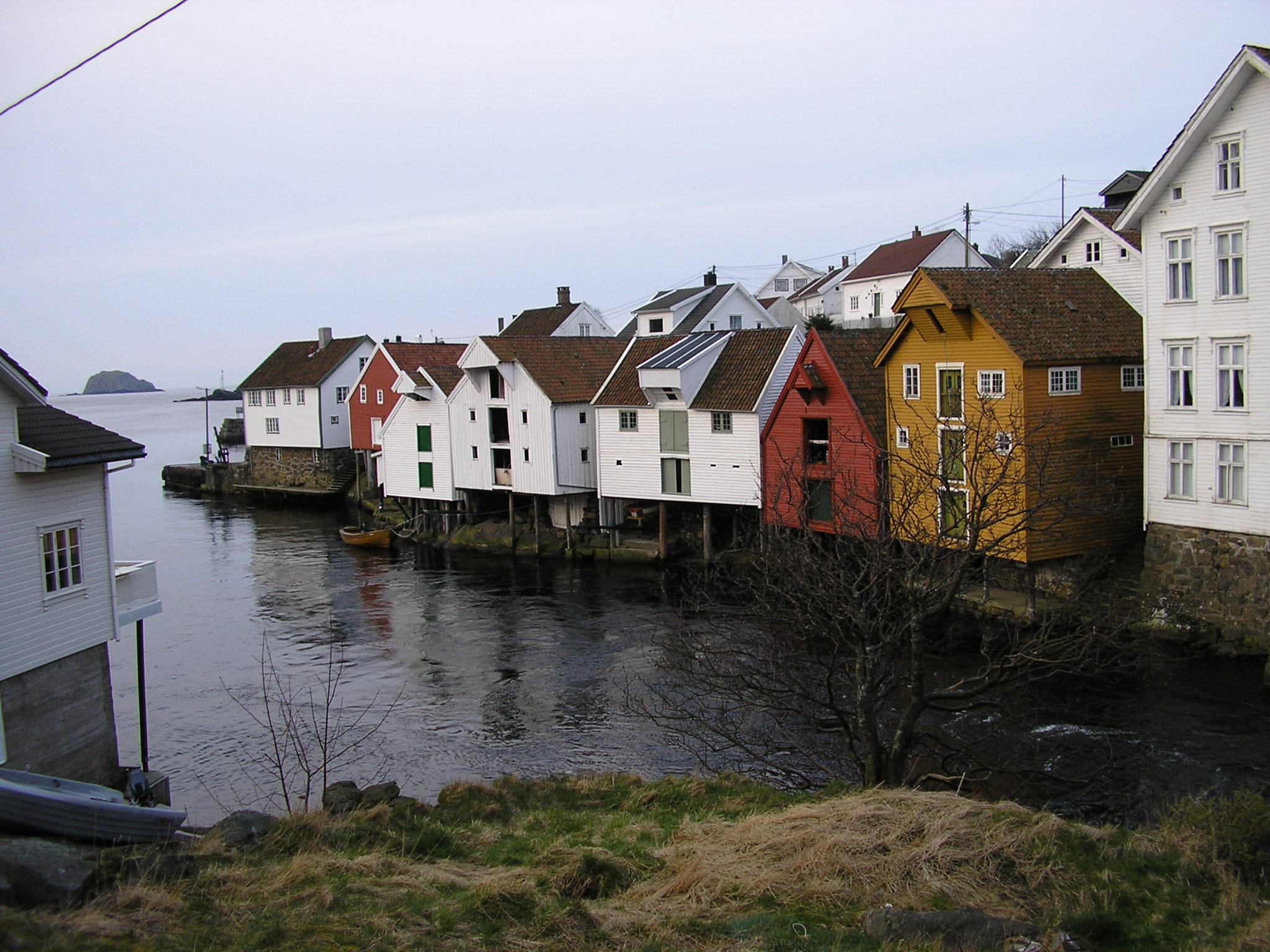
A Sogndalstrand Sokndalban.

Sokndal címere.

Sokndal község (norvégül kommune) Norvégia délnyugati Vestlandet földrajzi régiójában, Rogaland megyében.
A község területe 267,9 km², népessége 3246 (2009. január 1.).
Soggendal egyházközség 1838. január 1-jén lett község (lásd formannskapsdistrikt). A Sogndalstrand nevű kikötőhely 1858-ban önálló községként kivált Sokndalból, de 1944-ben ismét egyesült vele.
Sogndalstrand festői régi halászfalu, a nemzetközi lassúváros (Città Slow) mozgalom első norvégiai tagja.
Sokndalhoz tartozik a Jøssing-fjord, az Altmark-incidens néven ismert második világháborús konfliktus színhelye. Az incidens során meggyilkolt német tengerészek közül hetet Sokndalban temettek el.

## Külső hivatkozások
- Municipal fact sheet from Statistics Norway
- Sokndal (norvégul – bokmål)
- A presentation of Sokndal Municipality
- cittaslow.no
- Google map satellite views:
  - Hauge i Dalane, also clearly visible is the large rock quarry on both sites of the Rekefjord.
  - The Titania open pit mine (top right) and the Jøssingfjord (bottom left)